# Asterope rosa
Asterope rosa är en fjärilsart som beskrevs av William Chapman Hewitson 1877. Asterope rosa ingår i släktet Asterope och familjen praktfjärilar. Inga underarter finns listade i Catalogue of Life.